# Lerista edwardsae
Lerista edwardsae är en ödleart som beskrevs av  Storr 1982. Lerista edwardsae ingår i släktet Lerista och familjen skinkar. Inga underarter finns listade i Catalogue of Life.